# Analcina
Analcina is een geslacht van vlinders van de familie van de grasmotten (Crambidae), uit de onderfamilie van de Glaphyriinae. De wetenschappelijke naam en de beschrijving van dit geslacht werden voor het eerst in 1911 gepubliceerd door Alfred Jefferis Turner.
Dit geslacht is monotypisch, dat wil zeggen dat het maar één soort heeft namelijk Analcina penthica Turner, 1911, die ook de typesoort is.